# Lincoln megye (Új-Mexikó)
Lincoln megye az Amerikai Egyesült Államokban, azon belül Új-Mexikó államban található. Megyeszékhelye Carrizozo, legnagyobb városa Ruidoso. Lakosainak száma 20 269 fő (2020. április 1.).

## Szomszédos megyék
- Torrance megye (észak)
- Guadalupe megye (észak)
- De Baca megye (északkelet)
- Chaves megye (kelet)
- Otero megye (dél)
- Sierra megye (délnyugat)
- Socorro megye (nyugat)

## Népesség
A megye népességének változása:
| Lakosok száma | 20 472 | 20 433 | 20 266 | 20 105 | 19 420 | 20 269 |
|               | 2010   | 2011   | 2012   | 2013   | 2015   | 2020   |